# Jules Renard
Jules Renard (Châlons-du-Maine, 22 febbraio 1864 – Parigi, 22 maggio 1910) è stato uno scrittore e aforista francese.

## Biografia

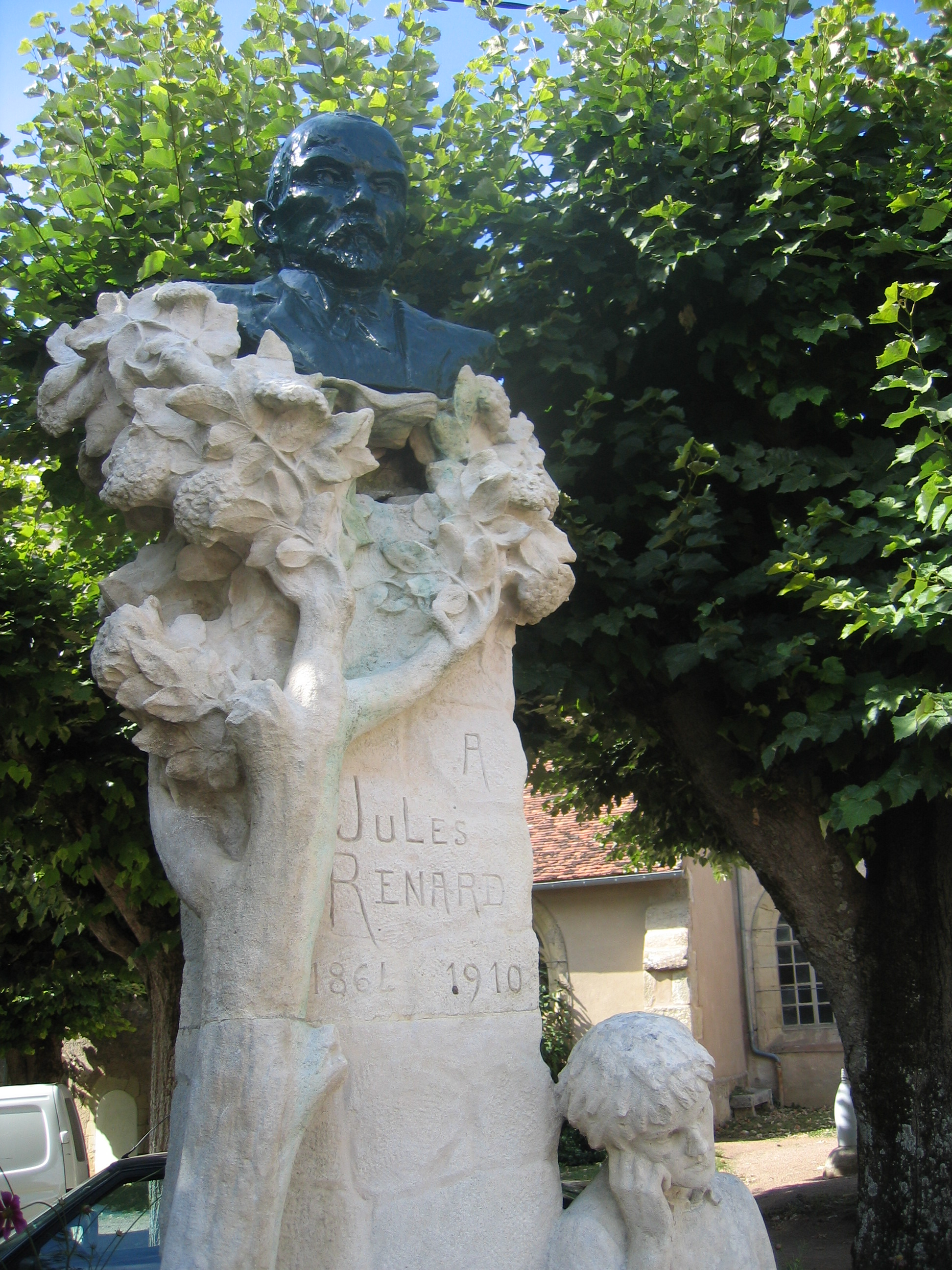
Monumento a Jules Renard

Trascorse gran parte della vita tra Parigi, dove partecipò nel 1889 alla fondazione del Mercure de France, e il paese paterno di Chitry-les-Mines, nel Nièvre, di cui fu sindaco dal 1904. Nell'aprile del 1888 si sposa con Marie Morneau. Del matrimonio lasciò scritte sempre lodi. Nel 1897 il padre si suicida sparandosi al petto e nel 1904 anche la madre si suicida gettandosi nel pozzo del giardino.           
Si professò dreyfusardo, repubblicano, anticlericale e socialista. Fu amico dello scrittore e critico d'arte Julien Leclercq. Il suo primo libro importante è L'écornilfeur (Lo scroccone), caustico romanzo di costume da alcuni considerato la sua opera migliore.
Più celebre è Poil de carotte (Pel di carota), che contiene una serie di scene narrative imperniate su una figura sobriamente patetica di ragazzo, ridotto nel 1900 per il teatro e più volte per il cinema (nel 1925 e nel 1932 con la regia di Julien Duvivier)
Altrettanto famose sono le Histoires Naturelles (Storie naturali), musicate da Maurice Ravel, nel 1906, dove l'osservazione naturalistica è contenuta dallo humour e dalla stilizzazione. Journal (Diario), tenuto da Renard dal 1887 e uscito postumo nel 1925-27 e, in edizione rielaborata e accresciuta, nel 1935, è l'espressione completa della sua arte amara e ironica di naturalista attardato e del suo temperamento timido, orgoglioso e ipercritico.

## Storie naturali
La composizione di Maurice Ravel ispirata da Le storie naturali è una suite che consiste di cinque parti: Il Pavone, Il Grillo, Il Cigno, Il Martin Pescatore, La Gallina Faraona. Nell'Introduzione italiana del 1951 troviamo scritto: «Qui lo stile scarno e completamente ostile alla retorica di Renard aiuta il grande musicista a raggiungere una nuova austerità di stile e un'aderenza al testo cantato che superavano tutto ciò che in questo campo aveva saputo creare Claude Debussy». D'altra parte Liana Püschel nel 2012 ha avuto modo di scrivere che il 12 gennaio 1907, quando la Société Nationale de Musique mise in programma il ciclo di liriche delle Histoires Naturelles, la versione musicale di Maurice Ravel «aveva gettato la sala nello scompiglio e, dopo lo scontro tra ascoltatori entusiasti e sdegnati, molti avevano abbandonato il concerto».
Nello stesso articolo la Püschel valutò come le composizioni vocali di Claude Debussy fossero un modello innovativo da cui lo stesso Ravel desunse procedimenti e tecniche. In ogni caso Le storie naturali è universalmente riconosciuto come il capolavoro Jules Renard, appartenente «a quella categoria di quei grandissimi scrittori che in vita conobbero appena la stima di una minoranza, ma che dopo la morte sopravvivono con gloria sempre crescente. (...) il critico francese Albert Thibaudet poté chiamarlo "uno dei maggiori scrittori del suo tempo e uno dei pochi le cui opere forse sopravviveranno in blocco».

## Opere
- Les Roses - del 1886
- Crime de village - del 1888
- Sourires pincés - del 1890
- L'ècornifleur del 1892 (Lo scroccone Traduzione di Anna Devoto, Biblioteca Adelphi, 52 1974, 3ª ediz., pp. 223, isbn: 9788845900860)
- Coquecigrues - del 1893
- La Lanterne sourde - del 1893
- Le Vigneron dans sa vigne (Il vignaiolo nella vigna) - del 1894
- Poil de carotte (Pel di carota), del 1894
- Histoires naturelles (Storie naturali) - del 1896
- Le Plaisir de rompre (Il piacere di troncare) - del 1898
- Bucolique - del 1898
- Le Pain de mènage (Il pane casalingo) - del 1898
- Comédies - del 1904
- Huit jours à la campagne (Otto giorni in campagna) - del 1906
- Les Philippe précédés de Patrie! - del 1907
- Mots d'ècrit - del 1908
- Nos Frères farouches - del 1908
- La Bigote - del 1910
- Causeries - del 1910, postumo
- L'Oeil clair - del 1913, postumo
- Les Cloportes - del 1919, (edizione limitata di 300 copie numerate; Georges Crès et Cie, Paris) postumo
- Le Journal et la Correspondence - del 1925-1927, postumo